# Léon Parisot
Léon Parisot (París, 14 d'octubre de 1890 - Ídem, 13 de maig de 1971) va ser un ciclista francès, professional des del 1922 al 1929. Es va especialitzar en el mig fons, en què va aconseguir una medalla de plata al Campionat del Món de 1923 per darrere del suís Paul Suter.